# SV Lipsia 93
SV Lipsia 93 is een Duitse voetbalclub uit Eutritzsch, een stadsdeel van Leipzig. De club werd op 1 februari 1893 opgericht en is de oudste nog bestaande voetbalclub van Saksen. Dresden English Football Club werd in 1874 reeds opgericht, maar bestaat niet meer. In 1900 was de club een van de stichtende clubs van de Duitse voetbalbond.
Fußballclub Lipsia speelde eerst op de Exerzierplatz in het stadsdeel Gohlis. In 1913 verhuisde de club naar Eutritzsch waar een terrein gepacht werd. Op sportief vlak speelde de club in de schaduw van de succesvolle stadsrivalen VfB, Wacker en SpVgg 1899.

## Geschiedenis
In 1897 sloot de club zich bij de Leipzigse voetbalbond aan. In het eerste seizoen kwam de club er pas later bij, maar van 1898 tot 1901 werd de club telkens vicekampioen, twee keer achter Leipziger BC 1893 en twee keer achter Wacker. In 1901 richtte de Midden-Duitse voetbalbond een nieuwe competitie in, die van Noordwest-Saksen. Hieraan namen ook clubs uit Mittweida en Halle deel. De club kon slechts twee punten sprokkelen in de competitie. Het volgende seizoen werd de club laatste met 0 punten. In 1903/04 trad de club aan met de naam FC Lipsia/Sturm Leipzig en werd opnieuw afgetekend laatste. Het volgende seizoen deelde de club de laatste plaats met Wacker Halle, maar degradeerde nu wel naar de tweede klasse. Na een jaar buiten competitie trad de club in de tweede klasse aan in 1906/07. Ondanks een derde plaats kon de club promotie afdwingen door een uitbreiding van de hoogste klasse en nam opnieuw de naam FC Lipsia 1893 aan. De club werd andermaal laatste en degradeerde voorgoed uit de hoogste klasse.
In de tweede klasse werd de club groepswinnaar, maar slechts een van de twee kampioenen mocht naar de eerste klasse en Lipsia verloor van Eintracht Leipzig. Hierna belandde de club meer in de middenmoot en in 1920/21 degradeerde de club zelfs naar de derde klasse. In 1923 keerde de club terug maar kon het behoud niet verzekeren. Na een nieuwe promotie in 1930 kon de club drie seizoenen standhouden alvorens te degraderen. In 1933 werd de Gauliga Sachsen ingevoerd als nieuwe hoogste klasse. Leipzig kreeg een eigen stadscompetitie waarvan de hoogste klasse de tweede afdeling was onder de Gauliga. Lipsia ging in de tweede klasse van start en degradeerde daar meteen. Na één seizoen keerde de club terug en eindigde drie jaar in de middenmoot alvorens opnieuw te degraderen in 1938/39.
Na de Tweede Wereldoorlog verhuisde de club naar de Thaerstraße, maar niet veel later verdween de club. In 1959 werd een opvolger opgericht, BSG Einheit Eutritzsch. In het Oost-Duitse voetbal speelde de club enkel op regionaal niveau. In 1989 werd de club kampioen van Leipzig, inmiddels onder de naam BSG Baufa Eutritzsch, en promoveerde naar de Bezirksklasse. Na de Duitse hereniging werd de naam SSV Baufa Eutritzsch aangenomen en in 1991 promoveerde de club naar de Bezirksliga Leipzig.
Op 1 februari 1993 bestond de club 100 jaar en werd de naam SV Lipsia Leipzig-Eutritzsch aangenomen. Nadat de club heel weggezakt was promoveerde de club in 2011 naar de Bezirksliga, nog maar de zevende klasse. In 2017 werd de club kampioen en promoveerde naar de Sachsenliga, de hoogste klasse van de deelstaat.
Ter ere van het 125-jarig bestaan van de club, speelden ze op 21 juli 2018, een gala-wedstrijd tegen Sheffield FC, de oudste voetbalclub ter wereld. Kort daarvoor degradeerde de club terug naar de Landesliga.